# Tony Laureano
Tony Laureano är en amerikansk trummis, född i San Juan, Puerto Rico.
Han började sin karriär i 18-årsåldern då han fick sitt första trumset. Flyttade till Tampa i Florida i mitten av 1990-talet för att spela med Malevolent Creation. Gick med i gruppen Angel Corpse i samband med att gruppen omlokaliserade från Kansas till Florida. Har sedan denna grupp lades ner år 2000 spelat trummor hos ett flertal olika grupper.

## Grupper (session & fast medlem)
- Malevolent Creation (2003)
- Aurora Borealis (1994–1998, 2006–2011)
- Acheron (1998)
- Angelcorpse (1999–2000)
- God Dethroned (1999–2001)
- Nile (2000–2004)
- Dimmu Borgir (2004–2005, 2007–2008)
- 1349 (2006)